# WWE Bottom Line
WWE Bottom Line ist eine von World Wrestling Entertainment (WWE) produzierte Fernsehsendung, die die Ereignisse aus der Show Raw zusammenfasst. Zusammen mit der Sendung WWE Afterburn, die das gleiche für WWE Smackdown tut, ersetzte es die vorherige Show Jakked und Live Wire. Die Fernsehsendung lief in den Vereinigten Staaten von Mai 2002 bis September 2005 auf diversen Kanälen, wurde jedoch dann abgesetzt. Sie wird jedoch weiterhin produziert und ist auf den internationalen Markt ausgerichtet.

## Ausstrahlung
| Land           | Sender                          | Zeit                                                   |
| -------------- | ------------------------------- | ------------------------------------------------------ |
| Arabische Welt | Orbit Showtime                  | freitags, 22 Uhr                                       |
| Bahrain        | Orbit Showtime                  | freitags, 22 Uhr                                       |
| Bangladesch    | TEN Sports                      | dienstags, 17:30 und 23:00; mittwochs 8:00             |
| Bhutan         | TEN Sports                      | wechselnd                                              |
| Frankreich     | Sport+                          | montags, 18:00 Uhr und mittwochs, 14:00 Uhr            |
| Irland         | Sky Sports 3 and Sky Sports HD3 | freitags, 0:00 Uhr; samstags, 12:00                    |
| Malaysia       | Astro SuperSport 4              | wechselnd                                              |
| Malediven      | TEN Sports                      | wechselnd                                              |
| Nepal          | TEN Sports                      | wechselnd                                              |
| Pakistan       | TEN Sports                      | dienstags 16:30 Uhr und 22:00; mittwochs 7:00 Uhr      |
| Südafrika      | eKasi+                          | dienstags, 22 Uhr                                      |
| Sri Lanka      | TEN Sports                      | dienstags, 17:00 Uhr und 22:30 Uhr; mittwochs 7:30 Uhr |
| Thailand       | Truesports2                     | dienstags, 20:00 Uhr                                   |
| Ungarn         | TV6                             | montags, 10 Uhr                                        |
| Zypern         | Alpha Television                | mittwochs, 20 Uhr                                      |

## Moderation
Hauptmoderation
| Jahr                                                   | Moderator                     |
| ------------------------------------------------------ | ----------------------------- |
| 2002–2003                                              | Jonathan Coachman             |
| 2003–2005                                              | Marc Lloyd                    |
| 2005–September 2007                                    | Todd Grisham                  |
| September 2007–Dezember 2009                           | Jack Korpela                  |
| Dezember 2009–November 2012 November 2013-Oktober 2014 | Scott Stanford                |
| November 2012–November 2013                            | Renee Young und Tom Phillips  |
| Oktober 2014–April 2016                                | Kyle Edwards                  |
| Mai 2016–Juli 2016                                     | Cathy Kelley und Corey Graves |
| seit July 2016                                         | Cathy Kelley                  |

Gastmoderation/Vertretung
| Jahr      | Moderator         |
| --------- | ----------------- |
| 2003–2007 | Jonathan Coachman |
| 2012      | Matt Striker      |